# Введенське (селище)
Вве́денське (рос. Введенское) — селище у складі Кетовського району Курганської області, Росія. Адміністративний центр Залізничної сільської ради.
Населення — 2354 особи (2010, 2338 у 2002).